# Arvid Posse (1689–1754)
Arvid Posse, född 23 november 1689 i Stockholm, död där 30 januari 1754, var en svensk militär (generalmajor) och politiker (riksråd) tillhörande grevliga ätten Posse. Han var son till Knut Göransson Posse av grevliga ätten Posse och Anna Christina Natt och Dag, måg till Erik Stenbock samt far till Fredric Arvidsson Posse.

## Biografi
Arvid Posse deltog i sitt första krig 1705 i Polen som volontär vid Livgardet. Han deltog i slagen vid Grodno (1706) och Holowczin (1708) samt i svenska härens strapatser ända till slaget vid Poltava (1709), där han togs till fånga. Efter ett par år lyckades han fly och fick 1711 vid hemkomsten kaptens fullmakt. Posse utnämndes 1716 till generaladjutant. 1717 blev han överstelöjtnant vid Livgardet, var med vid Fredrikshald och vittne till Karl XII:s död 1718. År 1720 befordrades Posse till överste, 1727 till chef för Livgardet och 1737 till
generalmajor. Politiskt tillhörde Posse hattpartiet. När hattarna 1739 kom till makten, var Posse en av dem, som insattes i den ombildade senaten (riksrådet).